# Кинг, Грин
Кинг Грин (англ. King Green; 9 сентября 1986, Сан-Бернардино) — американский боец смешанных единоборств, представитель лёгкой весовой категории. Выступает на профессиональном уровне начиная с 2008 года, известен по участию в турнирах бойцовских организаций Affliction, KOTC, Strikeforce и UFC. Владел титулами чемпиона KOTC в лёгком и первом полусреднем весе.

## Личная жизнь
У Грина трое детей. Грин объявил, что после боя с Джаредом Гордоном он сменит свое имя с Бобби на Кинг; 7 июля 2024 года он подтвердил изменение своего имени на «Кинг Грин».

## Биография
Кинг Грин родился 9 сентября 1986 года в городе Сан-Бернардино штата Калифорния. Во время учёбы в старшей школе в Фонтане серьёзно занимался борьбой, имел некоторые успехи, в частности занимал второе место на первенстве штата.

### Начало профессиональной карьеры
Дебютировал в смешанных единоборствах на профессиональном уровне в январе 2008 года, победил своего первого соперника нокаутом в третьем раунде. Дрался в различных небольших промоушенах, в течение года одержал восемь побед, в том числе за один вечер выиграл турнир-восьмёрку WFC в Мексике и затем стал чемпионом организации TFA в лёгкой весовой категории.
В 2009 году выступил на втором (и последнем) турнире промоушена Affliction Entertainment, где в концовке первого раунда проиграл сдачей Дэну Лозону, попавшись в удушающий приём сзади. При этом рефери снял с Грина два очка, а портал Sherdog назвал этот бой одним из грязнейших за последнее время.
Два следующих года активно выступал в калифорнийской организации King of the Cage, в общей сложности провёл здесь семь поединков, из которых выиграл шесть. Владел титулами чемпиона KOTC в лёгкой и первой полусредней весовых категориях.

### Strikeforce
Имея в послужном списке пятнадцать побед и только четыре поражения, в 2011 году Бобби Грин привлёк к себе внимание крупной американской организации Strikeforce и подписал с ней контракт на четыре боя. Изначально должен был дебютировать здесь в поединке с представителем Бразилии Милтоном Виейрой, но позже ему в соперники дали другого бразильца Жесиаса Кавалканти, которому он уступил в довольно близком бою раздельным решением судей.
Тем не менее, в дальнейшем выступал в организации весьма успешно, взяв верх над всеми четырьмя предложенными ему соперниками.

### Ultimate Fighting Championship
Когда в 2013 году Strikeforce перешёл под контроль более крупного промоушена Ultimate Fighting Championship и прекратил свое существование, Грин автоматически перешёл к новому работодателю. Дебютировал в октагоне UFC с победы сдачей над Джейкобом Волкманном, получив при этом награду за лучший приём вечера. Далее выиграл у таких известных бойцов как Джеймс Краузе, Пэт Хили и Джош Томсон, одержав восемь побед подряд.
Его впечатляющая победная серия сменилась чередой поражений в 2014 году после проигрыша единогласным решением бразильцу Эдсону Барбозе. В 2016 году Грин оказался в нокауте во время поединка с соотечественником Дастином Пуарье, а в 2017 году раздельным судейским решением потерпел поражение от россиянина Рашида Магомедова.
7 октября 2017 года Грин встретился с Ландо Ваннатой на турнире UFC 216. В первом раунде Ванната нанес нелегальный удар коленом по голове лежащего на земле Грина, из-за чего рефери Херб Дин отнял у Ваннаты одно очко. После трех раундов судьи вынесли решение о ничьей со счетом 28–28, 29–27 в пользу Грина и 29–27 в пользу Ваннаты. Этот бой принес ему премию за Лучший бой вечера.
Грин сразился с Эриком Кохом 27 января 2018 года на турнире UFC on Fox: Jacaré vs. Brunson 2. Он выиграл бой единогласным решением судей.
Грин должен был встретиться с Бенелем Дариюшем 3 марта 2018 года на турнире UFC 222. Однако 14 февраля 2018 года стало известно, что Грин был вынужден отказаться от участия в турнире из-за травмы.
Грин должен был сразиться с Клеем Гвидой 9 июня 2018 года на турнире UFC 225. Однако Грин был вынужден отказаться от боя из-за травмы и был заменен Чарльзом Оливейрой
Грин встретился с Драккаром Клоузом 15 декабря 2018 года на турнире UFC on Fox 31. Он проиграл бой единогласным решением судей. После поражения Грин объявил о своем уходе из спорта.
После краткого перерыва Грин вернулся, чтобы сразиться с Франсиско Тринальдо 16 ноября 2019 года на турнире UFC on ESPN+ 22. Он проиграл бой единогласным решением судей.
Грин сразился с Клэем Гвидой 20 июня 2020 года на турнире UFC Fight Night: Blaydes vs. Volkov. Он выиграл бой единогласным решением судей.
Повторный бой с Ландо Ваннатой состоялся 1 августа 2020 года на турнире UFC Fight Night: Brunson vs. Shahbazyan. Он выиграл бой единогласным решением судей. Этот бой принес ему премию за Лучший бой вечера.
Грин встретился с Аланом Патриком, заменив Родриго Варгаса 12 сентября 2020 года на турнире UFC Fight Night 177. Он выиграл бой единогласным решением судей.
Грин сразился с Тьяго Мойсесом 31 октября 2020 года на турнире UFC Fight Night 181. Он проиграл бой единогласным решением судей. Однако 11 из 15 СМИ посчитали бой победой Грина.
Грин должен был встретиться с Джимом Миллером 13 февраля 2021 года на турнире UFC 258. Однако бой был отменен, когда Грин потерял сознание после взвешивания.
Грин встретился с Рафаэлем Физиевым 7 августа 2021 года на турнире UFC 265. Он проиграл бой единогласным решением судей. Этот бой принес ему премию за Лучший бой вечера.
Грин встретился с Эл Яквинтой 6 ноября 2021 года на турнире UFC 268. Грин выиграл бой техническим нокаутом в первом раунде. Эта победа принесла ему премию за Лучшее выступление вечера.
Грин встретился с Насратом Хакпарастом 12 февраля 2022 года на турнире UFC 271. Он выиграл бой единогласным решением судей.
Всего через две недели после своего последнего боя в UFC Грин согласился заменить травмированного Бенеила Дариюша против Ислама Махачева 26 февраля 2022 года в главном событии на турнире UFC Fight Night 202. Он проиграл бой техническим нокаутом в первом раунде.
Грин должен был сразиться с Джимом Миллером в третий раз 2 июля 2022 года на турнире UFC 276. За неделю до турнира Грин был вынужден отказаться от боя.
Грин получил шестимесячную дисквалификацию от USADA за положительный результат на дегидроэпиандростерон (DHEA) при внесоревновательном допинг-тесте 16 мая 2022 года.
Грин встретился с Дрю Добером 17 декабря 2022 года на турнире UFC Fight Night 216. Он проиграл бой нокаутом во втором раунде. Этот бой принес ему премию за Лучший бой вечера.
Грин встретился с Джаредом Гордоном 22 апреля 2023 года на турнире UFC Fight Night 222. Грин выиграл бой нокаутом в первом раунде, после случайного столкновения головами, которое не заметил рефери. После проверки, представители комиссии определили, что столкновение головами действительно произошло, и результат был изменён на ничью.
Грин встретился с Тони Фергюсоном на турнире UFC 291 29 июля 2023 года. Он выиграл бой сабмишном, задушив Фергюсона ручным треугольником в конце третьего раунда. Эта победа принесла ему вторую премию за Лучшее выступление вечера.
Грин встретился с Грантом Доусоном 7 октября 2023 года на турнире UFC Fight Night 229. Грин выиграл бой нокаутом в первом раунде. Эта победа принесла ему премию за Лучшее выступление вечера.
Грин встретился с Пэдди Пимблеттом 27 июля 2023 на турнире UFC 304. Грин проиграл бой сабмишном в первом раунде

## Статистика в профессиональном ММА
| Боёв 51         | Побед 32 | Поражений 17 |
| --------------- | -------- | ------------ |
| Нокаутом        | 11       | 6            |
| Сдачей          | 9        | 3            |
| Решением        | 12       | 8            |
| Ничьи           | 1        | 1            |
| Не состоявшихся | 1        | 1            |

| Результат    | Рекорд      | Соперник            | Способ                                 | Турнир                                          | Дата             | Раунд | Время | Место                    | Примечание                                                                               |
| ------------ | ----------- | ------------------- | -------------------------------------- | ----------------------------------------------- | ---------------- | ----- | ----- | ------------------------ | ---------------------------------------------------------------------------------------- |
| Поражение    | 32-17-1 (1) | Маурисиу Руффи      | KO (удар ногой с разворота)            | UFC 313                                         | 8 марта 2025     | 1     | 2:07  | Лас-Вегас, Невада, США   |                                                                                          |
| Поражение    | 32-16-1 (1) | Пэдди Пимблетт      | Техническая сдача (треугольник)        | UFC 304                                         | 27 июля 2024     | 1     | 3:22  | Англия, Манчестер        |                                                                                          |
| Победа       | 32-15-1 (1) | Джим Миллер         | Единогласное решение                   | UFC 300                                         | 13 апреля 2024   | 3     | 5:00  | Лас-Вегас, Невада, США   |                                                                                          |
| Поражение    | 31-15-1 (1) | Джалин Тёрнер       | KO (удары)                             | UFC on ESPN: Дариюш vs. Царукян                 | 2 декабря 2023   | 1     | 2:49  | Остин, Техас, США        |                                                                                          |
| Победа       | 31-14-1 (1) | Грант Доусон        | KO (Удары руками)                      | UFC Fight Night: Доусон vs. Грин                | 7 октября 2023   | 1     | 0:33  | Лас-Вегас, Невада, США   | «Выступление вечера» (3)                                                                 |
| Победа       | 30-14-1 (1) | Тони Фергюсон       | Техническая сдача (ручной треугольник) | UFC 291                                         | 29 июля 2023     | 3     | 4:54  | Солт-Лейк-Сити, Юта, США | «Выступление вечера» (2)                                                                 |
| Не состоялся | 29-14-1 (1) | Джаред Гордон       | Признан несостоявшимся                 | UFC Fight Night: Павлович vs. Блейдс            | 22 апреля 2023   | 1     | 4:35  | Лас-Вегас, Невада, США   | Столкновение головами                                                                    |
| Поражение    | 29-14-1     | Дрю Добер           | TKO (удары руками)                     | UFC Fight Night: Каннонье vs. Стрикленд         | 17 декабря 2022  | 2     | 2:45  | Лас-Вегас, Невада, США   | «Бой вечера» (3)                                                                         |
| Поражение    | 29-13-1     | Ислам Махачев       | TKO (Удары руками)                     | UFC Fight Night: Махачев vs. Грин               | 26 февраля 2022  | 1     | 3:23  | Лас-Вегас, Невада,США    | Бой в промежуточном весе 72,5 кг                                                         |
| Победа       | 29-12-1     | Насрат Хакпараст    | Единогласное решение                   | UFC 271                                         | 12 февраля 2022  | 3     | 5:00  | Хьюстон, Техас, США      |                                                                                          |
| Победа       | 28-12-1     | Эл Яквинта          | TKO (удары)                            | UFC 268                                         | 6 ноября 2021    | 1     | 2:25  | Нью-Йорк, США            | «Выступление вечера»                                                                     |
| Поражение    | 27-12-1     | Рафаэль Физиев      | Единогласное решение                   | UFC 265                                         | 7 авг 2021       | 3     | 5:00  | Хьюстон, Техас,США       |                                                                                          |
| Победа       | 27-11-1     | Тиагу Мойзес        | Единогласное решение                   | UFC Fight Night: Холл vs. Силва                 | 31 октября 2020  | 3     | 5:00  | Лас-Вегас, США           |                                                                                          |
| Поражение    | 26-11-1     | Алан Патрик         | Единогласное решение                   | UFC Fight Night: Уотерсон vs. Хилл              | 12 сентября 2020 | 3     | 5:00  | Лас-Вегас, США           |                                                                                          |
| Победа       | 26-10-1     | Ландо Ванната       | Единогласное решение                   | UFC Fight Night: Брансон vs. Шахбазян           | 1 августа 2020   | 3     | 5:00  | Лас-Вегас, США           | «Бой вечера» (2)                                                                         |
| Победа       | 25-10-1     | Клей Гвида          | Единогласное решение                   | UFC on ESPN: Блейдс vs. Волков                  | 20 июня 2020     | 3     | 5:00  | Лас-Вегас, США           |                                                                                          |
| Поражение    | 24-10-1     | Франсиску Триналду  | Единогласное решение                   | UFC Fight Night: Блахович vs. Жакаре            | 16 ноября 2019   | 3     | 5:00  | Сан-Паулу, Бразилия      |                                                                                          |
| Поражение    | 24-9-1      | Драккар Клозе       | Единогласное решение                   | UFC on Fox: Ли vs. Яквинта 2                    | 15 декабря 2018  | 3     | 5:00  | Милуоки, США             |                                                                                          |
| Победа       | 24-8-1      | Эрик Кох            | Единогласное решение                   | UFC on Fox: Жакаре vs. Брансон 2                | 27 января 2018   | 3     | 5:00  | Шарлотт, США             |                                                                                          |
| Ничья        | 23-8-1      | Ландо Ванната       | Раздельное решение                     | UFC 216                                         | 7 октября 2017   | 3     | 5:00  | Лас-Вегас, США           | Ванната был наказан снятием 1 балла в 1 раунде за запрещённый удар коленом. «Бой вечера» |
| Поражение    | 23-8        | Рашид Магомедов     | Раздельное решение                     | UFC on Fox: Johnson vs. Reis                    | 15 апреля 2017   | 3     | 5:00  | Канзас-Сити, США         |                                                                                          |
| Поражение    | 23-7        | Дастин Порье        | KO (удары руками)                      | UFC 199                                         | 4 июня 2016      | 1     | 2:53  | Инглвуд, США             |                                                                                          |
| Поражение    | 23-6        | Эдсон Барбоза       | Единогласное решение                   | UFC Fight Night: Edgar vs. Swanson              | 22 ноября 2014   | 3     | 5:00  | Остин, США               |                                                                                          |
| Победа       | 23-5        | Джош Томсон         | Раздельное решение                     | UFC on Fox: Lawler vs. Brown                    | 26 июля 2014     | 3     | 5:00  | Сан-Хосе, США            |                                                                                          |
| Победа       | 22-5        | Пэт Хили            | Единогласное решение                   | UFC on Fox: Johnson vs. Benavidez 2             | 14 декабря 2013  | 3     | 5:00  | Сакраменто, США          |                                                                                          |
| Победа       | 21-5        | Джеймс Краузе       | TKO (удар ногой в корпус)              | UFC: Fight for the Troops 3                     | 6 ноября 2013    | 1     | 3:50  | Форт-Кемпбелл, США       |                                                                                          |
| Победа       | 20-5        | Джейкоб Волкманн    | Сдача (удушение сзади)                 | UFC 156                                         | 2 февраля 2013   | 3     | 4:25  | Лас-Вегас, США           | «Приём вечера»                                                                           |
| Победа       | 19-5        | Мэтт Ричхауз        | Единогласное решение                   | Strikeforce: Rousey vs. Kaufman                 | 18 августа 2012  | 3     | 5:00  | Сан-Диего, США           |                                                                                          |
| Победа       | 18-5        | Джеймс Терри        | Раздельное решение                     | Strikeforce: Barnett vs. Cormier                | 19 мая 2012      | 3     | 5:00  | Сан-Хосе, США            |                                                                                          |
| Победа       | 17-5        | Джей Пи Риз         | Сдача (удушение сзади)                 | Strikeforce Challengers: Britt vs. Sayers       | 18 ноября 2011   | 3     | 2:25  | Лас-Вегас, США           |                                                                                          |
| Победа       | 16-5        | Шерон Спейн         | Сдача (треугольник руками)             | Strikeforce Challengers: Larkin vs. Rossborough | 23 сентября 2011 | 2     | 2:54  | Лас-Вегас, США           |                                                                                          |
| Поражение    | 15-5        | Жесиас Кавалканти   | Раздельное решение                     | Strikeforce: Fedor vs. Henderson                | 30 июля 2011     | 3     | 5:00  | Хофман-Эстейтс, США      |                                                                                          |
| Победа       | 15-4        | Дом О’Грейди        | Единогласное решение                   | KOTC: Moral Victory                             | 21 апреля 2011   | 5     | 5:00  | Хайленд, США             | Завоевал титул чемпиона KOTC в лёгком весе                                               |
| Поражение    | 14-4        | Тим Минс            | TKO (отказ)                            | KOTC: Inferno                                   | 7 октября 2010   | 2     | 5:00  | Хайленд, США             | Утратил титул чемпиона KOTC в первом полусреднем весе                                    |
| Победа       | 14-3        | Дарон Крюйкшенк     | Сдача (гильотина)                      | KOTC: Imminent Danger                           | 13 августа 2010  | 2     | 2:39  | Мескалеро, США           | Защитил (1) титул чемпиона KOTC в первом полусреднем весе                                |
| Победа       | 13-3        | Рики Легере         | TKO (удары руками)                     | KOTC: Arrival                                   | 25 февраля 2010  | 1     | 4:27  | Хайленд, США             | Завоевал титул чемпиона KOTC в первом полусреднем весе                                   |
| Победа       | 12-3        | Чарльз Беннетт      | KO (удары руками)                      | KOTC: Fight 4 Hope                              | 17 декабря 2009  | 1     | 2:17  | Хайленд, США             |                                                                                          |
| Поражение    | 11-3        | Дэвид Митчелл       | Сдача (удержание пальца)               | TPF 2: Brawl in the Hall                        | 3 декабря 2009   | 1     | 0:54  | Лемор, США               | Бой в полусреднем весе                                                                   |
| Победа       | 11-2        | Севак Магакян       | TKO (удары руками)                     | Respect in the Cage 2                           | 20 ноября 2009   | 1     | 2:24  | Помона, США              |                                                                                          |
| Победа       | 10-2        | Джефф Торч          | Сдача (удары руками)                   | KOTC: Jolted                                    | 3 октября 2009   | 1     | 1:29  | Лафлин, США              |                                                                                          |
| Победа       | 9-2         | Джон Уллоа          | Сдача (рычаг локтя)                    | KOTC: Immortal                                  | 27 февраля 2009  | 1     | N/A   | Сан-Бернардино, США      |                                                                                          |
| Поражение    | 8-2         | Дэн Лозон           | Сдача (удушение сзади)                 | Affliction: Day of Reckoning                    | 24 января 2009   | 1     | 4:55  | Анахайм, США             |                                                                                          |
| Победа       | 8-1         | Тоби Грир           | TKO (удары руками)                     | TFA 11: Pounding at the Pyramid                 | 12 июля 2008     | 2     | 3:25  | Лонг-Бич, США            | Завоевал титул чемпиона TFA в лёгком весе                                                |
| Победа       | 7-1         | Рафаэль Саломао     | TKO (удары руками)                     | Warriors Fighting Championship                  | 28 июня 2008     | 1     | 4:10  | Мехико, Мексика          | Финал турнира WFC в лёгком весе                                                          |
| Победа       | 6-1         | Исраэль Гирон       | KO (удары руками)                      | Warriors Fighting Championship                  | 28 июня 2008     | 1     | 2:47  | Мехико, Мексика          | Полуфинал турнира WFC в лёгком весе.                                                     |
| Победа       | 5-1         | Сантьяго Мансанарес | Раздельное решение                     | Warriors Fighting Championship                  | 28 июня 2008     | 3     | 3:00  | Мехико, Мексика          | Четвертьфинал турнира WFC в лёгком весе                                                  |
| Победа       | 4-1         | Рэймонд Айяла       | Сдача (удушение)                       | Total Fighting Alliance 10                      | 22 марта 2008    | 2     | 1:59  | Санта-Моник, США         |                                                                                          |
| Победа       | 3-1         | Эрман Террадо       | Сдача (гильотина)                      | COF 11: No Mercy                                | 8 марта 2008     | 3     | 1:28  | Тихуана, Мексика         |                                                                                          |
| Поражение    | 2-1         | Джош Гаскинс        | Единогласное решение                   | Valor Fighting: Fight Night                     | 7 марта 2008     | 3     | 3:00  | Тастин, США              |                                                                                          |
| Победа       | 2-0         | Генри Брионес       | Сдача (гильотина)                      | UCM 5: Deadly Zone                              | 23 февраля 2008  | 1     | 0:48  | Тихуана, Мексика         |                                                                                          |
| Победа       | 1-0         | Нил Абрамс          | KO (удары руками)                      | Total Fighting Alliance 9                       | 19 января 2008   | 3     | 1:12  | Санта-Моника, США        | Дебют в ММА                                                                              |